# Henry Hurd Rusby
Henry Hurd Rusby (1855-1940) was een Amerikaanse botanicus. Hij werd geboren met congenitale cataract, waardoor hij slechtziend was. Hij groeide op in Nutley (New Jersey), dat in zijn tijd nog bekendstond onder de naam Franklin.
Al vroeg was Rusby geïnteresseerd in planten. In 1876 won hij de eerste prijs met zijn persoonlijke herbarium op de Centennial Exposition in Philadelphia (Pennsylvania). Hij maakte kennis met George Thurber, toen die voorzitter van de Torrey Botanical Club was. In 1879 sloot Rusby zich aan bij de Torrey Botanical Club. In 1879 begon hij ook met de studie geneeskunde aan de New York University. Zijn studie kon hij financieren door zijn herbarium te verkopen aan het bedrijf Parke, Davis & Co.
In 1880 en 1881 verzamelde Rusby gedurende achttien maanden planten in Texas en New Mexico namens het Smithsonian Institution. In 1883 bestudeerde en verzamelde hij medicinale planten in Arizona voor Parke, Davis & Co.
In 1884 studeerde Rusby af als arts. In 1885 vertrok hij voor een twee jaar durende expeditie namens Parke, Davis & Co; waarvoor door Zuid-Amerika trok. Hij deed hierbij landen aan als Colombia, Ecuador, Peru, Chili, Bolivia en Brazilië. In 1889 werd hij hoogleraar in de botanie en de materia medica aan de Columbia University. Gedurende 26 jaar was hij daar decaan van het College of Pharmacy. In 1930 ging hij met emeritaat.
Rusby was betrokken bij de oprichting van de New York Botanical Garden. Bij de Torrey Botanical Club, maakte hij al kennis met Nathaniel Lord Britton. In 1888 vormden ze samen met zes andere clubleden een comité met als doel om een botanische tuin op te richten. Hij overlegde met de Columbia University over de overdracht van het herbarium en de botanische bibliotheek van de universiteit aan de botanische tuin. In 1898 werd hij benoemd tot ereconservator van het Economic Botany Museum. Tot 1933 was hij lid van de Board of Managers.
Rusby maakte een aantal expedities door de neotropen, met name in het Amazonebekken. Deze expedities vormden de aanzet voor onderzoek op het gebied van de systematische en economische botanie bij de New York Botanical Garden.
Rusby was de (mede)auteur van meer dan 1650 botanische namen.